# AP1S1
AP1S1 (англ. Adaptor related protein complex 1 sigma 1 subunit) – білок, який кодується однойменним геном, розташованим у людей на короткому плечі 7-ї хромосоми. Довжина поліпептидного ланцюга білка становить 158 амінокислот, а молекулярна маса — 18 733.
| 10         |  | 20         |  | 30         |  | 40         |  | 50         |
| ---------- |  | ---------- |  | ---------- |  | ---------- |  | ---------- |
| MMRFMLLFSR |  | QGKLRLQKWY |  | LATSDKERKK |  | MVRELMQVVL |  | ARKPKMCSFL |
| EWRDLKVVYK |  | RYASLYFCCA |  | IEGQDNELIT |  | LELIHRYVEL |  | LDKYFGSVCE |
| LDIIFNFEKA |  | YFILDEFLMG |  | GDVQDTSKKS |  | VLKAIEQADL |  | LQEEDESPRS |
| VLEEMGLA   |  |            |  |            |  |            |  |            |

A: Аланін

C: Цистеїн

D: Аспарагінова кислота

E: Глутамінова кислота

F: Фенілаланін

G: Гліцин

H: Гістидин

I: Ізолейцин

K: Лізин

L: Лейцин

M: Метіонін

N: Аспарагін

P: Пролін

Q: Глутамін

R: Аргінін

S: Серин

T: Треонін

V: Валін

W: Триптофан

Кодований геном білок за функцією належить до фосфопротеїнів. 
Задіяний у таких біологічних процесах, як транспорт, транспорт білків, альтернативний сплайсинг. 
Локалізований у мембрані, клатрин-вкритих заглибинах мембрани, цитоплазматичних везикулах, апараті гольджі.